# Hillary Rodham Clinton Award
Der Hillary Rodham Clinton Award for Peace and Reconciliation wird seit 2013 durch das Georgetown Institute for Women, Peace and Security der Georgetown University in Washington, D.C. vergeben. Ausgezeichnet wird der Einsatz für Frauenrechte und eine friedliche Welt. Der Preis ist nach Hillary Rodham Clinton benannt, die den Preis seit 2014 auch überreicht.

## Namensgeberin
Hillary Rodham Clinton (* 1947) ist eine US-amerikanische Politikerin der Demokratischen Partei. Von 2009 bis 2013 war Clinton Außenministerin der Vereinigten Staaten in der Regierung von Präsident Barack Obama. Sie leistete während des Friedensprozesses in Nordirland einen bedeutenden Beitrag zur Aussöhnung und setzte sich nachdrücklich für die Einbeziehung von Frauen in die Friedensgespräche ein. Bei der Präsidentschaftswahl 2016 trat mit ihr erstmals eine Frau für eine der beiden großen Parteien an, sie unterlag bei der Wahl im Electoral College (Wahlmännerkollegium) trotz Vorsprungs beim Popular Vote dem republikanischen Kandidaten Donald Trump.

## Stipendium
Im Rahmen der Verleihung des Hillary Clinton Awards vergibt die University of Georgetown auch ein Stipendium an eine herausragende Studentin aus den USA, die ein Studium in den Bereichen Politik, Konflikttransformation oder Menschenrechte aufnehmen möchte und der die Studiengebühren vollständig erlassen werden.

## Preisträger
- 2013
  - Claudia Paz y Paz (* 1967),  Guatemala, Strafrechtsexpertin
- 2014
  - Anders Fogh Rasmussen (* 1953),  Dänemark, Politiker, von 2009 bis 2014 Generalsekretär der NATO
  - Denis Mukwege (* 1955),  Republik Kongo, Gynäkologe und Menschenrechtsaktivist
  - William Hague (* 1961),  Vereinigtes Königreich, Politiker, der sich gegen sexualisierte Gewalt in bewaffneten Konflikten engagierte
- 2015
  - Miriam Coronel-Ferrer,  Philippinen, Friedensunterhändlerin
  - Staffan de Mistura (* 1947),  Italien, UN-Diplomat im Dienst von Friedens- und Menschenrechtsmissionen
- 2016
  - Zainab Bangura (* 1959),  Sierra Leone, UN-Sonderbeauftragte für Sexualisierte Gewalt in Konflikten
- 2017
  - Humberto de La Calle (* 1946),  Kolumbien, Friedensunterhändler
  - Maria Paulina Riveros  Kolumbien, Friedensunterhändlerin, Frauenrechtsexpertin
  - Jineth Bedoya  Kolumbien, Journalistin
  - Elena Ambrosi  Kolumbien, Menschenrechtsexpertin
- 2018
  - Nadia Murad (* 1993),  Irak, Menschenrechtsaktivistin
  - Wai Wai Nu (* 1987),  Myanmar, Menschenrechtsaktivistin
- 2019
  - Michelle Bachelet (* 1951),  Chile, Hohe UN-Kommissarin für Menschenrechte
  - Virginia Martes Velásquez (* 1947)  Honduras, Frauenrechtsaktivistin
  - Rosa Anaya,  El Salvador Friedensaktivistin
- 2020: nicht vergeben wegen der COVID-19-Pandemie
- 2021
  - Patricia Espinosa (* 1958),  Mexiko, Generalsekretärin der Klimarahmenkonvention der Vereinten Nationen
  - Marina Pisklakova-Parker  Russland, Frauenrechtsaktivistin
  - Guo Jianmei (* 1961),  Volksrepublik China, Menschenrechtsaktivistin
  - Nyaradzayi Gumbonzvanda  Simbabwe, Menschenrechtsaktivistin
  - Palwasha Hassan (* 1969),  Afghanistan, Frauenrechtsaktivistin[3]
- 2022
  - Olena Selenska (* 1978),  Ukraine, First Lady
  - Sophie, Duchess of Edinburgh (* 1965)  Vereinigtes Königreich, Mitglied des britischen Königshauses, für ihr Engagement gegen sexualisierte Gewalt in Konflikten
  - Kateryna Levchenko,  Ukraine, Frauenrechtsaktivistin
  - Natalia Karbowska,  Ukraine, Frauenrechtsaktivistin
  - Oleksandra Matviychuk (* 1983),  Ukraine, Menschenrechtsaktivistin[4]
- 2023
  - Christiane Amanpour (* 1958),  Vereinigtes Königreich/ Iran, Journalistin
  - Alaa Salah (* 1996),  Sudan, Menschenrechtsaktivistin
  - Muna Luqman,  Jemen, Friedens- und Frauenaktivistin
  - Ghalia Alrahhal,  Syrien, Frauenrechtsaktivistin[5]